# Соколово (Брянская область)
Соколово — село в Навлинском районе Брянской области в составе Бяковского сельского поселения.

## География
Находится в восточной части Брянской области на расстоянии приблизительно 9 км на северо-восток по прямой от районного центра поселка Навля.

## История
Упоминалось с первой половины XVII века как село с церковью Рождества Богородицы (с 1829 года каменная, не сохранилась). До 1780 года располагалось село южнее, на берегу реки Навли; там же работал винокуренный завод. Бывшее владение Масловых, также Бутурлиных, Ворониных, позднее Спечинского и других. Работал здесь СХПК «Труд». В 1866 году здесь (село Карачевского уезда Орловской губернии) учтено было 78 дворов .

## Население
Численность населения: 1053 человека (1866 год), 400 человек (русские 96 %) в 2002 году, 336 в 2010.